# Turama
Die Turama ist eine Megayacht, die mit einer Länge von 117 und einer Breite von 17 Metern auf Platz 33 der Liste der längsten Motoryachten steht und die größte Charteryacht der Welt ist.

## Geschichte
Die Turama ist ein ehemaliges Kreuzfahrtschiff, das unter den Namen Delfin Caravelle, Sally Caravelle und Columbus Caravelle fuhr. Es wurde im Mai 1990 auf der finnischen Werft Rauma Yard fertiggestellt. Von August 2003 bis Juli 2004 wurde es zu einer Megayacht umgebaut und wird seitdem als Charterschiff angeboten. Der derzeitige Preis liegt bei 90.000 Euro pro Tag.

## Ausstattung und Technische Daten
Die Turama bietet in insgesamt 43 Kabinen Platz für 70 Gäste, die von einer bis zu 60 Personen starken Besatzung betreut werden.
Die Reisegeschwindigkeit des Schiffes beträgt 15 Knoten.
Sonstige Ausstattung:
- Disko
- Sauna
- Bücherei
- Krankenhaus
- Beauty-Saloon
- Swimming-Pool
- Business-Lounge
- Kinderspielplatz
- Hubschrauberlandeplatz
- Privatkino für 22 Personen
- Konferenzraum für 80 Personen

## Ökologische Schäden durch die Yacht
Zwischen den Balearischen Inseln Ibiza und Formentera liegen die im westlichen Mittelmeer größten zusammenhängenden Seegraswiesen. Sie sind von großem ökologischem Wert, stehen seit Jahren unter Schutz und zählen zum spanischen Weltkulturerbe der UNESCO. Im April 2012 verursachte der Kapitän der Turama durch unsachgemäßes Ankern im Naturschutzgebiet hier großen Schaden: Durch verbotenes Ankern über den Seegrasfeldern riss er beim Lichten des Ankers Seegras in der Größe eines Hektars aus dem Meeresboden. Dieser Vorfall wurde damals von dem Meeresbiologen Manu San Felix dokumentiert und von einer örtlichen Umweltgruppe, den GEN (Grup d’Estudis de la Naturalesa) angezeigt. Alljährlich kommt es hier zu Umweltschäden durch ankernde Yachten, doch war dieser Schaden der mit Abstand größte jemals registrierte.